# Babette Gross
Babette Gross (geboren als Lisette Babette Thüring, 16. Juli 1898 in Potsdam; gestorben 8. Februar 1990 in Berlin) war eine deutsche Publizistin. Vor dem Zweiten Weltkrieg war sie Geschäftsführerin des Neuen Deutschen Verlags und nach dem Krieg für kurze Zeit Verlagsleiterin der Frankfurter Allgemeinen Zeitung. Gross war die ältere Schwester Margarete Buber-Neumanns und Lebensgefährtin des einflussreichen kommunistischen Verlegers und Filmproduzenten Willi Münzenberg, dessen Biografie sie später verfasste.

## Leben
Babette Thüring wurde als Tochter des Potsdamer Brauereidirektors Heinrich Thüring (1866–1942) und der Else Merten (1871–1960) geboren, sie hatte zwei Schwestern. Nach dem Abitur auf dem Oberlyzeum Potsdam trat sie 1915 auf einem Schloss in Schlesien eine Stelle als Gouvernante eines Kaiserenkels an. 1919 bestand sie ihr Examen zur Lehrerin und ging bald danach nach Berlin.
Im Jahr 1920 trat sie dort der Kommunistischen Partei Deutschlands bei. Von kurzer Dauer war die im gleichen Jahr geschlossene Ehe mit dem Schriftsteller Fritz Groß, 1923 wurde der gemeinsame Sohn Peter Gross (1923–2016) geboren, der bei den Großeltern in Potsdam aufwuchs und mit einem Kindertransport nach England gelangte. Vom Jahr 1922 an arbeitete sie im Büro der Internationalen Arbeiterhilfe, lernte dort Willi Münzenberg kennen und wurde dessen Lebensgefährtin, bevor sie 1925 Geschäftsführerin in Münzenbergs bedeutsamstem Verlag wurde, im „Neuen Deutschen Verlag“.
Nach der Machtübernahme der Nationalsozialisten musste sie zusammen mit Münzenberg Deutschland verlassen und ging nach Paris ins Exil. In Abwesenheit wurden beide von einem NS-Gericht zum Tode verurteilt. Unterdessen betätigte sich Münzenberg auch im Exil weiterhin als Verleger, und Babette Gross übernahm die Verlagsleitung in seinem neuen Verlag, den „Éditions du Carrefour“. Mit der Gründung der „Genossenschaft Universum-Bücherei“ versuchte sie im September 1933 in der Schweiz für ein Fortbestehen der „Universum Bücherei für Alle“ zu sorgen. Im Jahr 1937 trat Babette Gross aus der KPD aus, als ihr Lebensgefährte Münzenberg zunehmend in ideologische Auseinandersetzungen mit der Komintern geriet.
Sie wurde 1940 im Camp de Gurs interniert und konnte von dort über Portugal nach Mexiko fliehen. In Mexiko war Otto Klepper ihr Lebensgefährte. 1947 kehrte sie nach Deutschland zurück, wo sie zeitweise Geschäftsführerin der Frankfurter Allgemeinen Zeitung war.

## Schriften
- Willi Münzenberg. Eine politische Biographie. Deutsche Verlags-Anstalt, Stuttgart 1967. Schriftenreihe der Vierteljahrshefte für Zeitgeschichte, Nummer 14/15. Mit einem Vorwort von Arthur Koestler, 352 S.
- Frankreichs Weg zum Kommunismus. Neptun-Verlag, Kreuzlingen 1971, 112 S.
- Isaac Don Levine: Die Psyche des Mörders. Der Mann, der Trotzki tötete. Übersetzung Babette Gross. Europa Verlag, Wien 1970.